# Парк великана у Милићима
Парк великана је парк у општини Милићи. Отворен је 2009. године, поводом педесет година рада компаније „Боксит” из Милића. Парк је изграђен у потпуности из средстава компаније „Боксит”, а свечано га је отворио предсједник компаније „Боксит”, Рајко Дукић. У парку великана се налази 44 споменика свјетских великана. Подијељен је у 5 одвојених цјелина: парк српских великана, парк руских великана, парк европских великана, парк кинеских велкана и парк индијских великана. У парку се константно подижу нове спомен бисте.

## Историјат
Парк великана у Милићима јединствен је, јер су на једном месту подигнуте бисте српских, руских, европских, кинеских и индијских великана, од Светог Саве, Цара Душана и Гаврила Принципа, до Петра Великог, Путина, Толстоја, Достојевског, Аристотела, Шекспира, Гандија и Конфичија. Једна од туристичких атракција Републике Српске је овај парк који има изузетну културно – историјску вриједност. Истовремено, његово постојање је доказ да и мале општине и градови, без обзира гдје се налазе, уз добру идеју и вољу могу да буду успјешни, и сврстају се на свјетску туристичку мапу.